# Duke University Press
Duke University Press è una casa editrice accademica e universitaria affiliata della Università Duke.
Annualmente, manda alle stampe circa 120 libri e una cinquantina di riviste accademiche, così come realizza cinque antologie elettroniche. La società pubblica principalmente sulle discipline umanistiche e scienze sociali ma è anche particolarmente nota per le sue riviste matematiche.

## Storia
L'azienda venne fondata nel 1921 come Trinity College Press da William T. Laprade, che ne fu anche primo direttore. Following a restructuring and expansion, the name was changed to "Duke University Press" in 1926 with William K. Boyd taking over as director.

## Open access
Duke è uno dei tredici editori a partecipare al pilot Knowledge Unlatched, un approccio del consorzio bibliotecario globale al finanziamento per i libri ad accesso aperto, fornendo quattro libri per la Pilot Collection.